# Enhydrosoma caeni
Enhydrosoma caeni är en kräftdjursart som beskrevs av Raibaut 1965. Enhydrosoma caeni ingår i släktet Enhydrosoma och familjen Cletodidae. Inga underarter finns listade i Catalogue of Life.